# Смородинка (приток Волчьей)
Сморо́динка (бывшая Тунгельман-йоки, фин. Tungelmanjoki — «река, текущая среди крутых берегов») — река на территории России, протекает по границе Приозерского и Всеволожского районов Карельского перешейка Ленинградской области, правый приток Волчьей.

## География и гидрология
Исток расположен западнее автомагистрали А129, в 2 км юго-западнее железнодорожной станции Орехово. Смородинка — правобережный приток реки Волчьей, её устье расположено восточнее Котова. Смородинка впадает в Волчью по правому берегу на 36 километре от устья последней, общая протяжённость Смородинки 13 километров.
Перепад высот — 80 м (или 5,3 м на 1 км), что соответствует рекам полугорного типа и не характерно для рек Ленинградской области. Ширина русла — от метра в верхнем течении и до 3,5 м в нижнем течении. Пойма реки широкая, около 100 метров. Глубина — от нескольких сантиметров до полутора метров, средний расход воды в реке — 165 л/с.
Долина реки Смородинки — одна из самых южных лесных долин ледникового типа. Склоны крутые, высотой до 50-60 м при уклоне до 40°. Пойма реки заболочена, в том числе благодаря деятельности бобров, встречающихся здесь. Наряду с бобрами в долине реки можно встретить ондатру, зайца и белку. Также регулярно встречаются более крупные звери, среди которых можно отметить лосей и кабанов, встречаются следы медведя.
Ихтиофауна реки Смородинки представлена несколькими видами рыб: плотва, окунь, ёрш, краснопёрка, а также ручьевая форель.
Наличие редких видов во флоре и фауне, нетронутость техногенными ландшафтами (до строительства через пойму реки Новоприозерского шоссе), а также уникальность рельефа предопределили создание в долине реки ООПТ заказника «Долина реки Смородинки».
Некоторое время Смородинка была пограничной рекой. С 1583 года по 1595 она разделяла Россию и Швецию, а с 1811 года по 1940 — Россию и Финляндию (с 1811 по 1917 — Российскую империю и автономное Великое Княжество Финляндское, с 1917 по 1940 год — Советский Союз и независимую Финляндию). В настоящее время по реке проходит граница Приозерского и Всеволожского районов.
Долина реки Смородинки является излюбленным местом отдыха санкт-петербургских туристов.

## Данные водного реестра
По данным государственного водного реестра России, относится к Балтийскому бассейновому округу, водохозяйственный участок реки — водные объекты бассейна озера Ладожское без рек Волхов, Свирь и Сясь, речной подбассейн реки — Нева и реки бассейна Ладожского озера (без подбассейна Свирь и Волхов, российская часть бассейнов). Относится к речному бассейну реки Нева (включая бассейны рек Онежского и Ладожского озера).
Код объекта в государственном водном реестре — 01040300212102000009706.